# An Jonghak
An Jonghak (Kurashiki, 1978. október 25. –) észak-koreai válogatott labdarúgó.

## Fordítás
- Ez a szócikk részben vagy egészben  az   An Yong-hak című angol Wikipédia-szócikk fordításán alapul.  Az eredeti cikk szerkesztőit annak laptörténete sorolja fel. Ez a jelzés csupán a megfogalmazás eredetét és a szerzői jogokat jelzi, nem szolgál a cikkben szereplő információk forrásmegjelöléseként.